# جاك فيليبس (بحار)

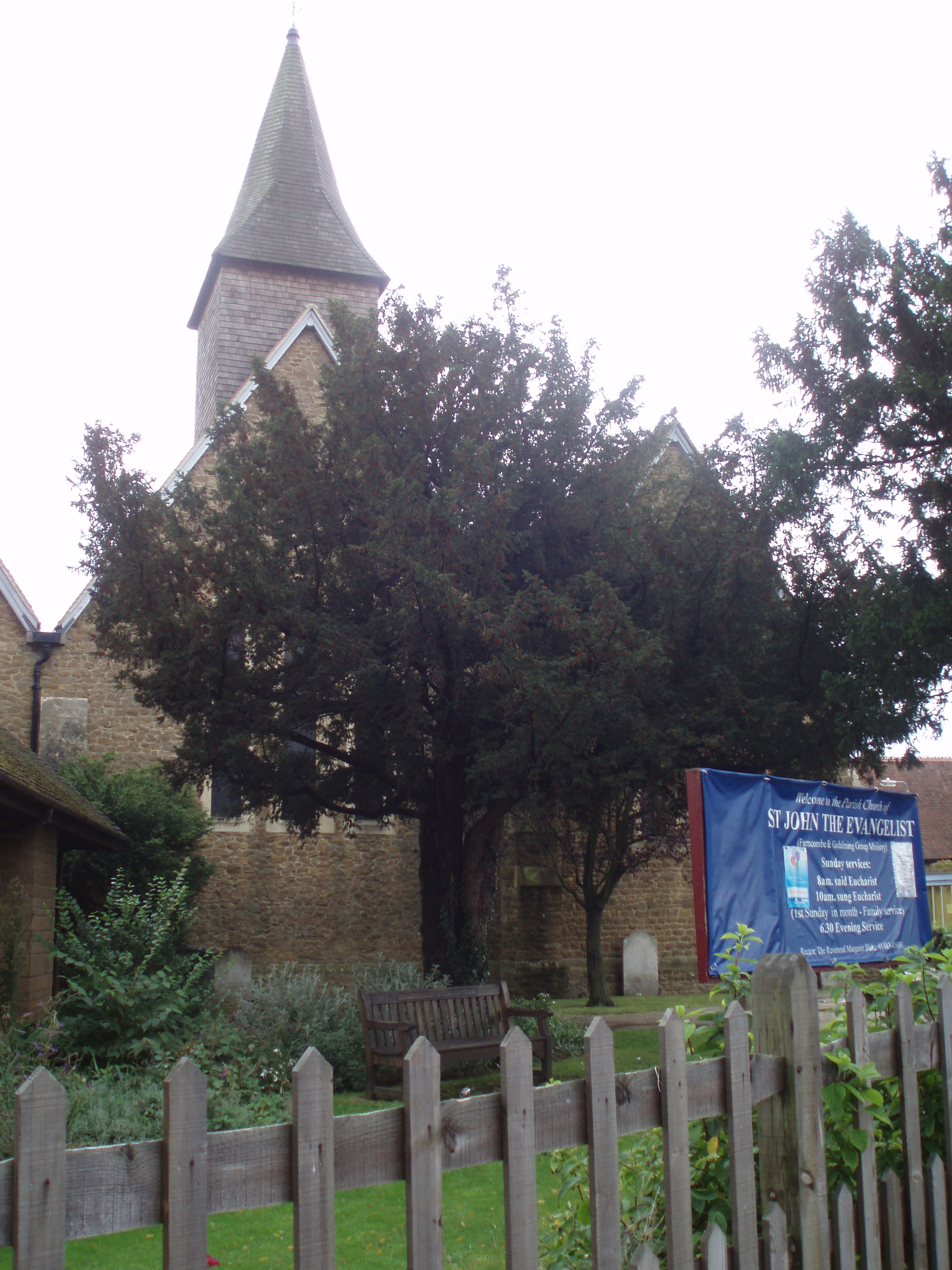
كنيسة فارنكومب حيث شارك فيليبس في الجوقة في شبابه.

جون جورج فيليبس، ويعرف باسم جاك فيليبس (11 أبريل 1887 – 15 أبريل 1912) كان بحّاراً بريطانياً، ومشغّل لاسلكي أول على متن السفينة آر إم إس تيتانيك خلال رحلتها الأولى المشوومة في أبريل 1912.
في الليلة الأخيرة، كان فيليبس مشغولاً بشكل استثنائي بإنجاز مجموعة من الرسائل المتراكمة بسبب انقطاع الاتصال اللاسلكي. اعتُبر فشله في الاستجابة للإشارات الواردة سبباً رئيسياً للكارثة. عندما أرسلت الباخرة ميسابا تنبيهًا بوجود الجليد؛ لكن على الرغم من استلامه للرسالة لكنه فشل في نقلها إلى الجسر. كما أنه تجاهل رسالة آخرى من السفينة SS كاليفورنيا التي كانت قريبة. بعد أن اصطدمت تايتانيك بالجبل الجليدي، بذل فيليبس قصارى جهده للاتصال بالسفن الأخرى للحصول على المساعدة. من الجدير بالذكر أن جاك مات غرقاً يومئذ.

### فهرس
- Beesley, Lawrence; Bride, Harold; Gracie, Archibald; Lightoller, Charles (1960). The Story of the « Titanic » as told by its survivors (بالإنجليزية). New York: Dover Books  [لغات أخرى]‏. p. 320. ISBN:978-0-486-20610-3. OCLC:440981062. Lawrence Beesley, Harold Bride, Archibald Gracie, Charles Lightoller1960. Archived from the original on 2022-01-10.{{استشهاد بكتاب}}:  صيانة الاستشهاد: علامات ترقيم زائدة (link)
- Chirnside, Mark (2004). The Olympic-class ships : « Olympic », « Titanic », « Britannic » (بالإنجليزية). Stroud: Tempus. p. 349. ISBN:0-7524-2868-3. OCLC:56467242. Mark Chirnside2004.
- Piouffre, Gérard (2009). Le « Titanic » ne répond plus (بالفرنسية). Paris: Larousse. pp. 317. ISBN:978-2-03-584196-4. OCLC:318871044. Gérard Piouffre2009.

### روابط خارجية
- موقع تيتانيك ، موقع مرجعي باللغة الفرنسية على متن السفينة
- جاك فيليبس ، موقع ناطق بالفرنسية مخصص للمشغل
- (بالإنجليزية) « السيد جون جورج فيليبس », على موسوعة تيتانيكا, موقع ناطق باللغة الإنجليزية للمقالات والسير الذاتية عن تيتانيك

قالب:Palette